# Amerykanie pochodzenia irackiego
Amerykanie pochodzenia irackiego – obywatele lub rezydenci Stanów Zjednoczonych, których przodkowie pochodzą z Iraku oraz imigranci i uchodźcy z tego kraju.
Według spisu ludności ze względu na pochodzenie, w 2000 roku grupa ta liczyła sobie 37 714 członków (0,01% z całej populacji USA). W 2008 zaś było to już 69 277. W tych spisach, jako Irakijczyków, nie ujęto Asyryjczyków, Chaldejczyków i wyznawców kościoła syryjskiego pochodzących z Iraku, sklasyfikowano ich jako odrębną grupę. W niektórych źródłach nie istnieje takie rozróżnienie, stąd dane na temat liczebności mogą się różnić.

## Kto jest Amerykaninem pochodzenia irackiego?
Istnieją dwie definicje tego określenia, które różnią się od siebie. Według jednej Amerykanami pochodzenia irackiego są wszyscy mieszkańcy Stanów Zjednoczonych wywodzący swoje korzenie z Iraku, lub od przodków pochodzących z tego kraju. W pierwszej definicji nie istnieje więc rozróżnienie na grupy etniczne, narody i religie. Druga definicja, która obowiązywała przy spisie ludności w 2000 roku, mówi że Irackimi Amerykanami są tylko te osoby które na pytanie o pochodzenie odpowiedziały „Iraqi” (czyli irackie). Społeczności pochodzące z Iraku, ale poczuwające się do przynależności do innej grupy etnicznej, religijnej czy narodowej sklasyfikowano oddzielnie.

## Dane
Wojna iracko-irańska i obydwa konflikty w Zatoce Perskiej oraz ciężka sytuacja ekonomiczna Iraku to główne przyczyny migracji Irakijczyków do Stanów Zjednoczonych.
Według spisu z 2000 roku, na pytanie o pochodzenie, około 30 000 mieszkańców USA odpowiedziało, że jest pochodzenia wyłącznie irackiego. Około 38 000 podało wskazało iż ma częściowe korzenie irackie. 82 000 określiło się jako Asyryjczycy, Chaldejczycy bądź wyznawcy kościoła Syryjskiego. Wiele osób z tej społeczności pochodzi z Iraku, choć wyznaje chrześcijaństwo. Około 206 000 zadeklarowało się jako „Arabowie”, bez podania kraju z którego pochodzą. Wśród tej społeczności również może istnieć spora grupa pochodząca z Iraku.
Spośród tych którzy zadeklarowali pochodzenie irackie 29% mieszka w Michigan, 22% w Teksasie i 20% w Illinois i Kalifornii.

## Migracje
Wojna iracko-irańska i obydwa konflikty w Zatoce Perskiej oraz ciężka sytuacja ekonomiczna Iraku to główne przyczyny migracji Irakijczyków do Stanów Zjednoczonych. Od wybuchu drugiej wojny w Zatoce Perskiej w 2003, nasiliły się migracje z tego regionu do Stanów Zjednoczonych. Mimo trwającego konfliktu nie odnotowuje się jakichś szczególnych aktów dyskryminacji wobec przedstawicieli społeczności irackich Amerykanów. Irakijczyków, podobnie jak innych Arabów w USA, uznaje się za przedstawicieli rasy białej (zgodnie z zasadami spisu z 2005 roku).
Według danych Amerykańskich Służb do spraw Obywatelstwa i Imigracji (United States Citizenship and Immigration Services), między 1989 a 2001 rokiem, do USA przybyło 49 006 imigrantów z Iraku i 25 710 osób pochodzenia irackiego zostało naturalizowanych. Spis ludności z 2000 roku podaje jednak, że na terenie Stanów przebywa około 90 000 imigrantów urodzonych w Iraku (liczebność podana ze względu na miejsce urodzenia, bez uwzględniania podziału etnicznego).
Rząd George’a Busha w 2007 roku obiecał iż zwiększy limit zezwoleń na osiedlenie się w USA dla uchodźców z Iraku, z 500 osób na 7000. Limit ten na rok 2008 wynosił 12 000.
Michigan, Kalifornia i Illinois to stany posiadające największe społeczności Irakijczyków, jeśli zaś chodzi o miasta to są najwięcej przedstawicieli tej społeczności zamieszkuje Detroit, Chicago i San Diego. Ponad 1/3 irackich imigrantów żyjących w Stanach ma przyznany status uchodźcy. Imigranci z Iraku stanowią 14% mieszkańców Ameryki wywodzących się z Zachodniej Azji i mniej niż jeden procent mieszkańców USA urodzonych poza granicami tego kraju.

## Najnowsze migracje
Stany Zjednoczone przyśpieszają proces przyjmowania Irackich uchodźców od października 2008. Mimo to nie osiągnięto jeszcze limitu dla roku podatkowego 2008, ustalonego na 12 000 ludzi. Według specjalnego koordynatora do spraw Irackich uchodźców w styczniu 2008 do Stanów Zjednoczonych przybyło 375 Irakijczyków, którym przyznano status uchodźcy, zwiększając tym samym ogólną ich liczbę do 1432 (ogólna liczba przybyłych w 2008 roku podatkowym). W 2007 roku podatkowym status uchodźcy przyznano 3040 przybyszom z Iraku. Kongres i organizacje pozarządowe krytykowały administrację za opieszałość, wskazując na zagrożenie na, jakie narażeni są Irakijczycy w kraju, zwłaszcza ci, którzy zdecydowali się na współpracę z przedstawicielami nowych władz i USA. Krytykowane są również limity jako takie, zdaniem ich przeciwników, zniechęcają one Irakijczyków do Ameryki, a to z kolei odwleka ustabilizowanie się sytuacji w Iraku.

## Demografia

### Chicago[5]
Najstarsza i największa amerykańska społeczność pochodząca z Iraku to około 7000 Asyryjczyków zamieszkujących Chicago. Jest to zarazem największa społeczność asyryjska w USA. Pierwsi migranci, w ogromnej większości chrześcijanie, przybyli do Chicago na przełomie XX wieku i osiedlili się wzdłuż wybrzeża jeziora Michigan, tworząc parafię w Lincoln Park. Wczesna fala migracji Asyryjczyków pochodziła głównie z Iranu, ale od lat '60 XX wieku zaczęła rosnąć liczba irackich Asyryjczyków. W połowie lat '70 XX wieku w Chicago mieszkało już około 1000 Irackich Asyryjczyków. W czasie pierwszej wojny w Zatoce Perskiej ich liczba jeszcze wzrosła. Przybysze z Iraku w Chicago zamieszkują głównie Uptown, Edgewate, Rogers Park i pobliskie sąsiedztwa, przy czym coraz więcej z nich przenosi się na północne przedmieścia miasta.
Arabowie stanowią drugą co do wielkości grupę Irakijczyków w Chicago. Większość członków tej społeczności, której liczebność jest szacowana na 6500 ludzi, przybyło do Stanów Zjednoczonych na przełomie lat 70. i 80. XX wieku, głównie z przyczyn ekonomicznych. Osiedlali się głównie w Northbrook ina pobliskich przedmieściach. Wśród nich znajdowała się grupa osób posiadających dobre wykształcenie i kwalifikacje co sprawiło, że bez większych problemów znaleźli dobrze płatną pracę. Następna fala migracji miała miejsce po pierwszej wojnie w Zatoce Perskiej. Wielu z nowo przybyłych było jeńcami wojennymi, którzy w obawie przed oskarżeniem o zdradę nie chcieli zostawać na Bliskim Wschodzie. Wielu było również szyitów, którzy po klęsce powstania przeciwko Husajnowi, uciekali przed represjami. To właśnie Arabowie założyli Stowarzyszenie Amerykanów Irackich, pomagające Irakijczykom w USA.
W Chicago istnieją również niewielkie społeczności irackich Kurdów i Turkmenów. Kurdów jest około 300 a Turkmenów około 50. Obydwie grupy wyznają islam, mają też swoje własne kultury i poczucie odrębności etnicznej.

### Poza Chicago
Iraccy Amerykanie żyją na terenie całych Stanów Zjednoczonych, jednakże większe społeczności mieszkają tylko w Detroit, Nowym Jorku, Filadelfii, Bostonie i Waszyngtonie. Mniejsze społeczności zamieszkują też Atlantę, Houston i Dallas. Wielu Irakijczyków mieszka w Kalifornii, w Los Angeles, San Francisco i na terenie Doliny Kalifornijskiej.

## Religia
Wśród przybyszy z Iraku deklarujących irackie pochodzenie dominuje islam, przy czym występują jego obydwa główne odłamy – sunnizm i szyizm. Jeśli jednak chodzi o wszystkich pochodzących z Iraku Amerykanów, to większość z nich to chrześcijanie, głównie Asyryjczycy i Chaldejczycy. Zamieszkują oni Michigan (przede wszystkim w Detroit), Illinois, Nowy Jork, New Jersey i Kalifornię.
Jedna z najstarszych społeczności przybyszy z Iraku to żydzi. Wyznawcy judaizmu migrowali z Iraku na początku XX wieku. Pierwszymi irackimi żydami którzy przybyli do USA było 20 rodzin pochodzących z Bagdadu, osiedlili się oni w Nowym Jorku. Miało to miejsce między 1900 a 1905 rokiem. Obydwie wojny światowe spowodowały znaczny wzrost migracji żydów z Bliskiego Wschodu. Społeczność żydowską pochodzenia irackiego w USA ocenia się na 15 000 ludzi.
Iracka społeczność w Atalancie składa się głównie z żydów i chrześcijan.
W Stanach Zjednoczonych żyje również od 1000 do 2000 wyznawców mandaizmu z Iraku.

## W kulturze popularnej
- W popularnym serialu telewizyjnym Lost (polski tytuł: Zagubieni) występuje postać Sayida Jarraha(, grana przez Naveena Andrewsa), Irakijczyka i byłego żołnierza Gwardii Republikańskiej.
- W serialu Sleeper Cell (polski tytuł: Uśpiona komórka) występuje dwóch Irakijczyków: Salim, terrorysta z Wielkiej Brytanii i Farah, student medycyny z USA.